# Stereodon kneiffii
Stereodon kneiffii là một loài Rêu trong họ Hypnaceae. Loài này được (Schimp.) Mitt. mô tả khoa học đầu tiên năm 1864.